# Notharchus
Notharchus és un gènere d'ocells de la família dels bucònids (Bucconidae).

## Morfologia
- Marcat dibuix blanc i negre.
- Bec robust de color negre.

## Costums
Tant el mascle com la femella caven amb el bec els nius als termiters.
La femella pon uns tres ous blancs, i la parella fa torns per covar-los.

## Llista d'espècies
Aquest gènere està format per 7 espècies:
- barbacoll becgròs occidental (Notharchus hyperrhynchus).
- barbacoll becgròs oriental (Notharchus macrorhynchos).
- barbacoll pitbru (Notharchus ordii).
- barbacoll pitnegre (Notharchus pectoralis).
- barbacoll blanc-i-negre (Notharchus subtectus).
- barbacoll de Swainson (Notharchus swainsoni).
- barbacoll cappigat (Notharchus tectus).